# Howard Van Doren Shaw

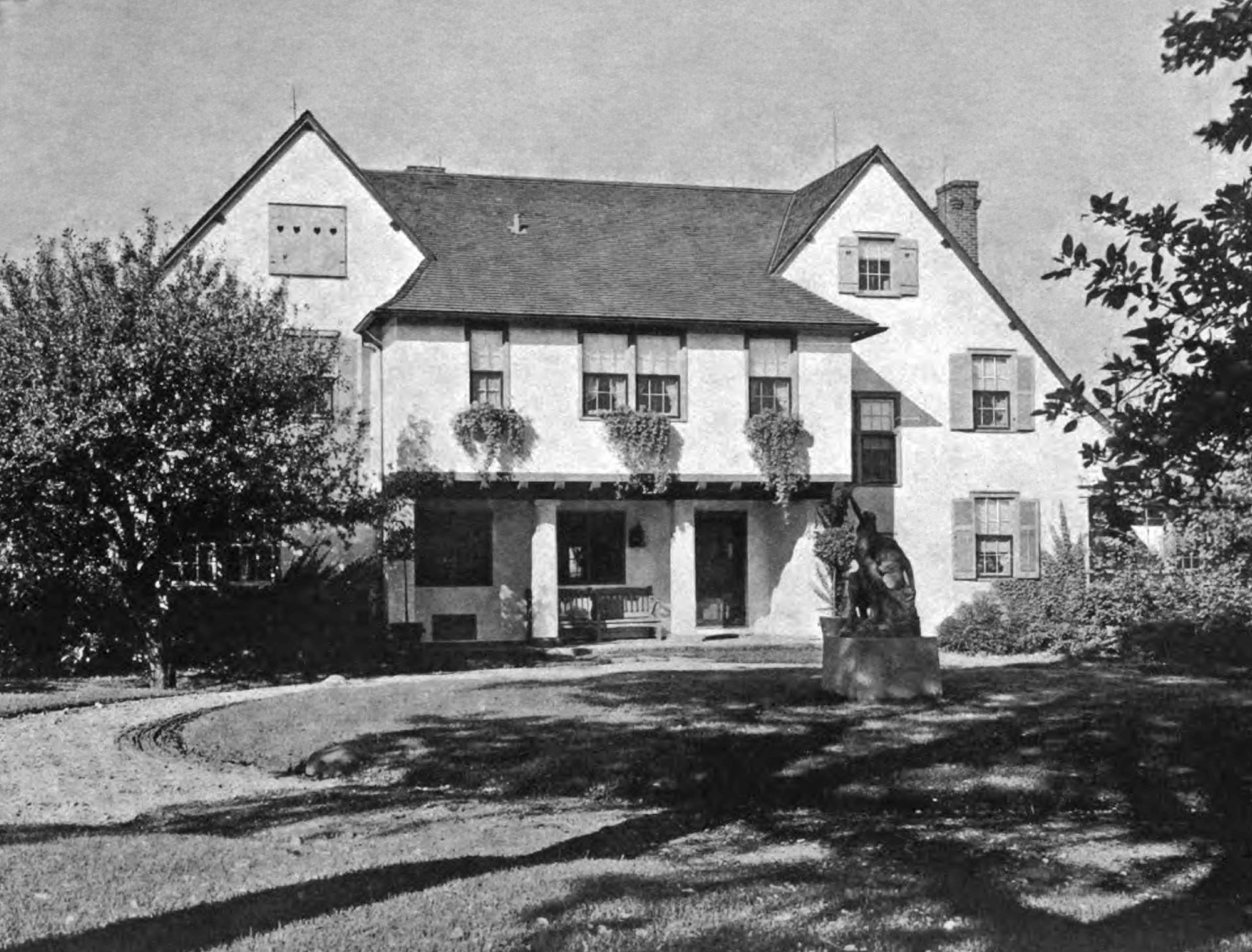
Ragdale, la casa di campagna di Howard Van Doren Shaw, è stata fortemente influenzata dal suo soggiorno di due mesi nel Regno Unito

Howard Van Doren Shaw AIA (Chicago, 7 maggio 1869 – Baltimora, 7 maggio 1926) è stato un architetto statunitense, di Chicago, Illinois. Shaw era un leader nel movimento degli artigiani americani, esemplificato al meglio nella sua ristrutturazione del 1900 della Seconda Chiesa Presbiteriana a Chicago. Ha progettato Marktown, la comunità di lavoratori pianificata da Clayton Mark nel nord-ovest dell'Indiana.

## Primi anni e carriera
Howard Van Doren Shaw nacque a Chicago, Illinois, il 7 maggio 1869. Suo padre Theodore era un commerciante di alimenti secchi di successo e faceva parte del comitato di pianificazione per la Fiera Colombiana di Chicago. Sua madre olandese-americana Sarah (nata Van Doren) era una prolifica pittrice e membro del Bohemian Club. Howard aveva un fratello, Theodore, Jr. La sua famiglia risiedeva al 2124 di Calumet Avenue, allora parte del distretto di Prairie Avenue, il cuore del tessuto sociale della città. Prairie Avenue era anche il sito dell'architettura residenziale più moderna di Chicago, tra cui la John J. Glessner House di Henry Hobson Richardson. Howard Shaw incontrò Frances Wells, la sua futura moglie, nella scuola di ballo Bournique del distretto sulla ventitreesima strada. La Wells era la figlia di Moses D. Wells, un importante commerciante all'ingrosso di merci secche.

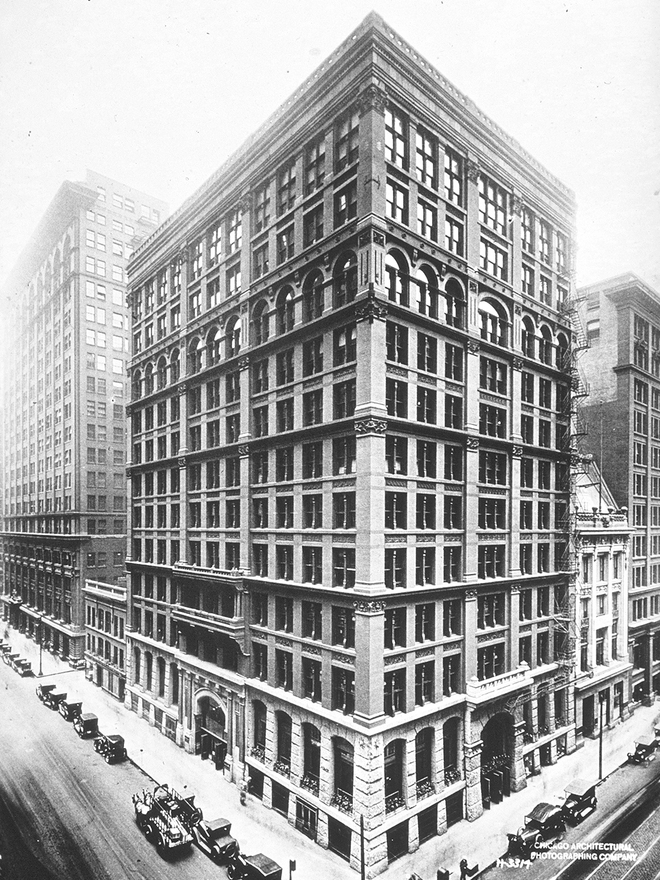
Shaw lavorò con Jenney & Mundie all'ultimo piano dell'Home Insurance Building a Chicago.

Shaw studiò alla Harvard School for Boys di Hyde Park Township. Fu accettato alla Università Yale, laureandosi con una laurea in bachelor of arts nel 1890. Mentre era a Yale, Shaw era l'editore principale di The Yale Record, la rivista umoristica più antica del mondo. Nello stesso anno fu ammesso al Massachusetts Institute of Technology (MIT). Il MIT era una delle poche scuole di architettura del paese a quel tempo, seguendo da vicino le regole stabilite dell'École des Beaux-Arts. Shaw completò il programma biennale in un anno. In seguito usò gli elementi del design georgiano, Tudor e neoclassico che aveva imparato al MIT nella maggior parte dei suoi lavori successivi.
Dopo essere tornato a Chicago nel giugno 1891, entrò a far parte dello studio Jenney & Mundie. William Le Baron Jenney stava emergendo come designer innovativo, creando i primi grattacieli. La sua azienda si stava già guadagnando la reputazione di palestra per nuovi architetti, come Daniel Burnham e Louis Sullivan. Shaw lavorò direttamente con gli architetti emergenti James Gamble Rogers, Alfred Hoyt Granger e D. Everett Waid. Ricevette la sua prima commissione dai genitori di sua moglie, che desideravano una nuova casa a Lakeville, nel Connecticut. Dopo il completamento della casa dei Wells si recò in Europa per studiare architettura endemica. Visitò Spagna, Francia meridionale, Italia, l'Impero austro-ungarico, Germania e Inghilterra.
Shaw trascorse due mesi in Inghilterra prima di tornare a Chicago. Si riunì a Jenney & Mundie all'inizio del 1893 e il 20 aprile sposò Francis Wells. L'architettura di Chicago stava ricevendo un nuovo riconoscimento grazie al successo della "White City" alla Fiera Colombiana di Chicago. Shaw lavorò a un'ultima commissione per la societò, la casa Snitzler, nel 1894.
Nel 1894 stabilì il proprio studio mentre finiva il suo lavoro per Jenney & Mundie nella soffitta di suo padre in Calumet Avenue. Le sue prime commissioni da solista furono per suo padre, che voleva una casa per sua figlia e suo genero e un'altra per gli sposi Shaw. Queste due case adiacenti presentavano una combinazione di stili Queen Anne, Tudor e architettura neoromanica. L'incorporazione di Indiana Limestone distinse queste case da quelle dei loro vicini.
Shaw ricevette presto altre cinque richieste per edifici nel quartiere di Hyde Park. Hyde Park, recentemente annesso a Chicago, fu il quartiere in più rapida crescita, grazie alla recente apertura dell'Università di Chicago. Shaw ricevette commissioni da persone che conoscevano suo padre e la sua famiglia.
La prima commissione importante di Shaw fu per Richard R. Donnelley, cofondatore di Lakeside Press. Il figlio di Donnelley, Thomas, era stato un suo compagno di classe a Yale e ammirava l'architettura di Howard. Shaw accettò di progettare un nuovo impianto di stampa per l'azienda nel 1897.
Lakeside Press pubblicava lavori di alta qualità e quindi fu necessario riflettere questo nel design dell'edificio. La maggior parte degli edifici delle macchine da stampa dell'epoca erano costruiti in legno per supportare le macchine. Shaw invece decise di utilizzare un design più ignifugo, con pavimenti in cemento e colonne di rinforzo. L'edificio fu un grande successo per Lakeside Press e Shaw in seguito ricevette molte altre commissioni da Donnelly, inclusa un'aggiunta del 1902 a questo edificio.

Man mano che l'attività di Shaw cresceva, trasferiva i suoi uffici nel Montauk Building.

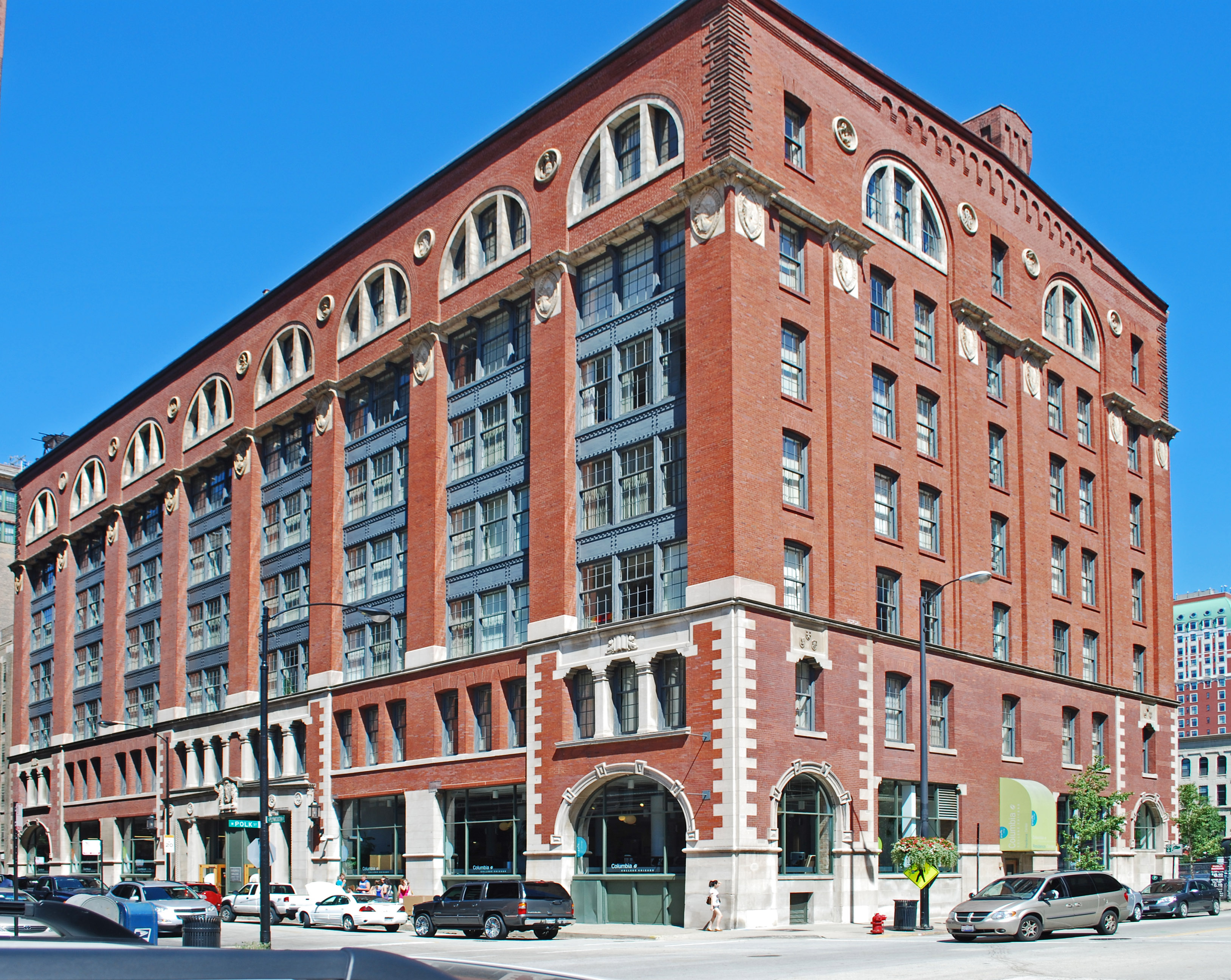
Il Lakeside Press Building è stata la prima grande commissione di Shaw. Oggi è riconosciuto dal National Park Service come luogo storico.

Nel 1897 Shaw acquistò una quota di un terzo di una fattoria di 53 acri (21 ettari) su Green Bay Road a Lake Forest. Lake Forest era stata una comunità rurale a nord di Chicago, ma recentemente stava diventando un luogo di ritiro per i ricchi dopo il completamento dell'Onwentsia Club nel 1895. Shaw costruì una casa per la sua famiglia nella fattoria e costruì case per il Dr. William E. Casselberry e il dottor Nathan Smith Davis, Jr., gli altri due proprietari della proprietà. Queste case misero in luce le prime incursioni di Shaw nel Movimento Arts and Crafts. La casa di Shaw, Ragdale, è oggi considerata uno dei migliori esempi di architettura Arts and Crafts ed è elencata nel Registro Nazionale dei Luoghi Storici. Shaw si interessò al movimento dopo aver tenuto una mostra congiunta per l'architettura di Chicago e i designer di arti e mestieri presso l'Art Institute di Chicago. Sebbene il movimento fossse caratterizzato da design provenienti da tutto il mondo, Shaw si concentrò sugli stili americani e inglesi. Shaw avrebbe incontrato altri architetti di Arts and Crafts, tra cui Frank Lloyd Wright, in un gruppo per il pranzo noto come The Eighteen, una prima versione della Prairie School.
Ma Shaw si allontanò dalla Prairie School poiché credeva fermamente nel valore della vecchia architettura europea evitata dagli altri architetti.
Un'altra delle prime commissioni per Shaw fu la ricostruzione del santuario della Seconda Chiesa Presbiteriana (Chicago, Illinois) a seguito di un devastante incendio nel marzo 1900. Shaw era stato battezzato e cresciuto nella chiesa e aveva solo 31 anni al momento della commissione.
Il design del santuario riflette l'interesse di Shaw per il movimento Arts and Crafts e oggi rimane uno degli interni di arti e mestieri religiosi più intatti del paese

## Vita e carriera successive
All'inizio del XX secolo Shaw divenne il progettista più riconosciuto di case di campagna inglesi a Lake Forest. In genere progettava case come un rettangolo allungato o come un edificio che circonda un cortile. Shaw preferiva occuparsi personalmente del paesaggio, ma collaborava anche con il famoso architetto paesaggista Jens Jensen.
Man mano che l'attrazione per le abitazioni per i ricchi diminuiva in Hyde Park, crebbe nella Gold Coast e Shaw divenne rapidamente l'architetto di spicco in questo quartiere.
Shaw ricevette un'altra importante commissione nel 1906, questa volta nel Chicago Loop. Il Mentor Building di sedici piani è stato progettato nella Scuola di Chicago, ma ha mantenuto anche elementi neoclassici. A differenza di altri edifici di quello stile, gli edifici Mentor hanno sezioni chiare di base, centrale e superiore, che ricordano la tradizione europea. L'edificio è ancora in piedi oggi e fa parte del Loop Retail Historic District. Nel 1910 progettò un condominio di otto piani nella Gold Coast che sarebbe diventato il primo condominio di proprietà cooperativa a Chicago.

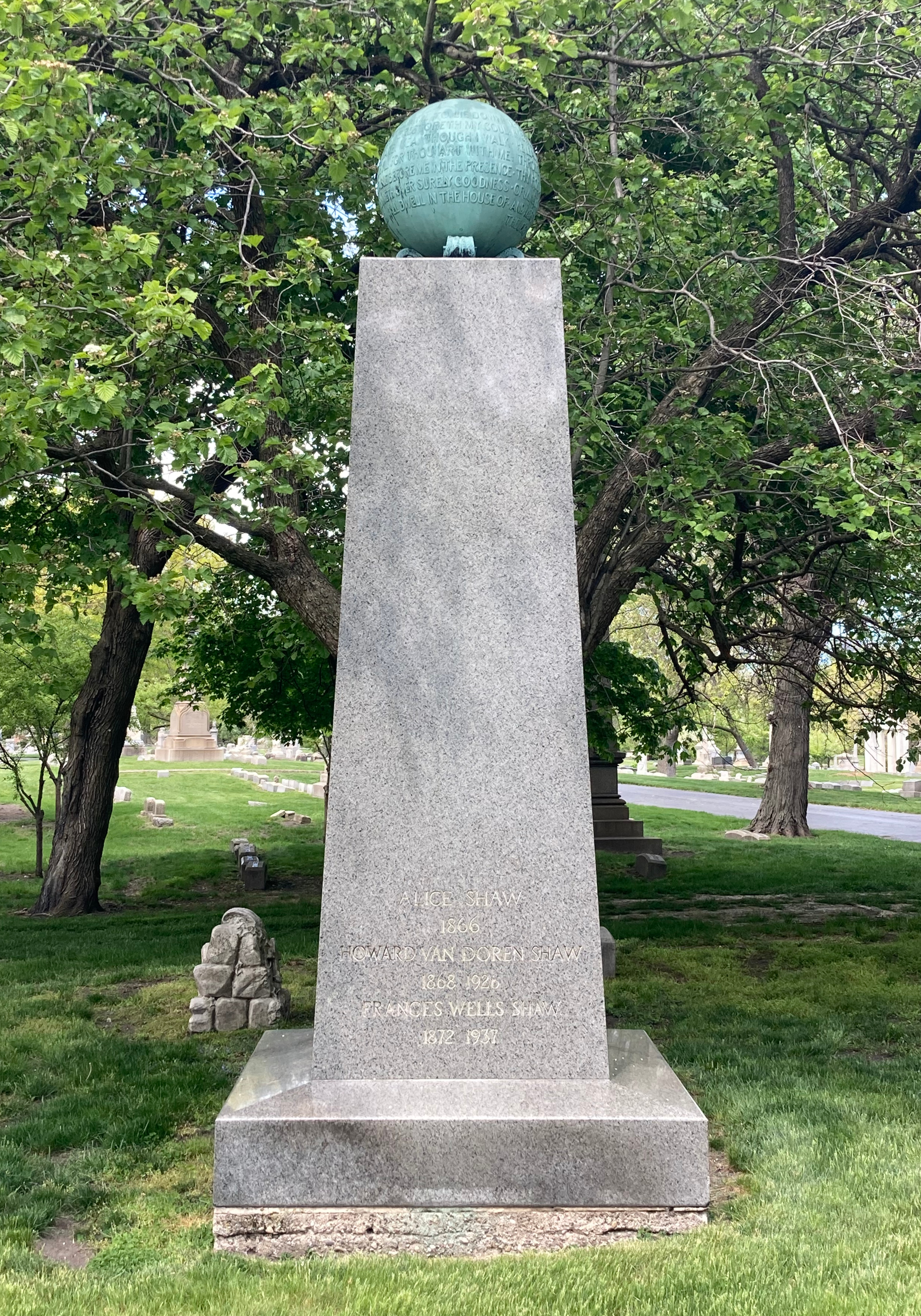
La tomba di Shaw al cimitero di Graceland

Nel 1910 Shaw trasferì i suoi uffici nel Mentor Building. Poco dopo uno dei suoi migliori studenti, David Adler, lasciò l'azienda per avviare il proprio studio.

Tra il 1910 e il 1912 progettò e costruì Camp-Woods per il banchiere di Filadelfia James M. Willcox a Villanova, in Pennsylvania.

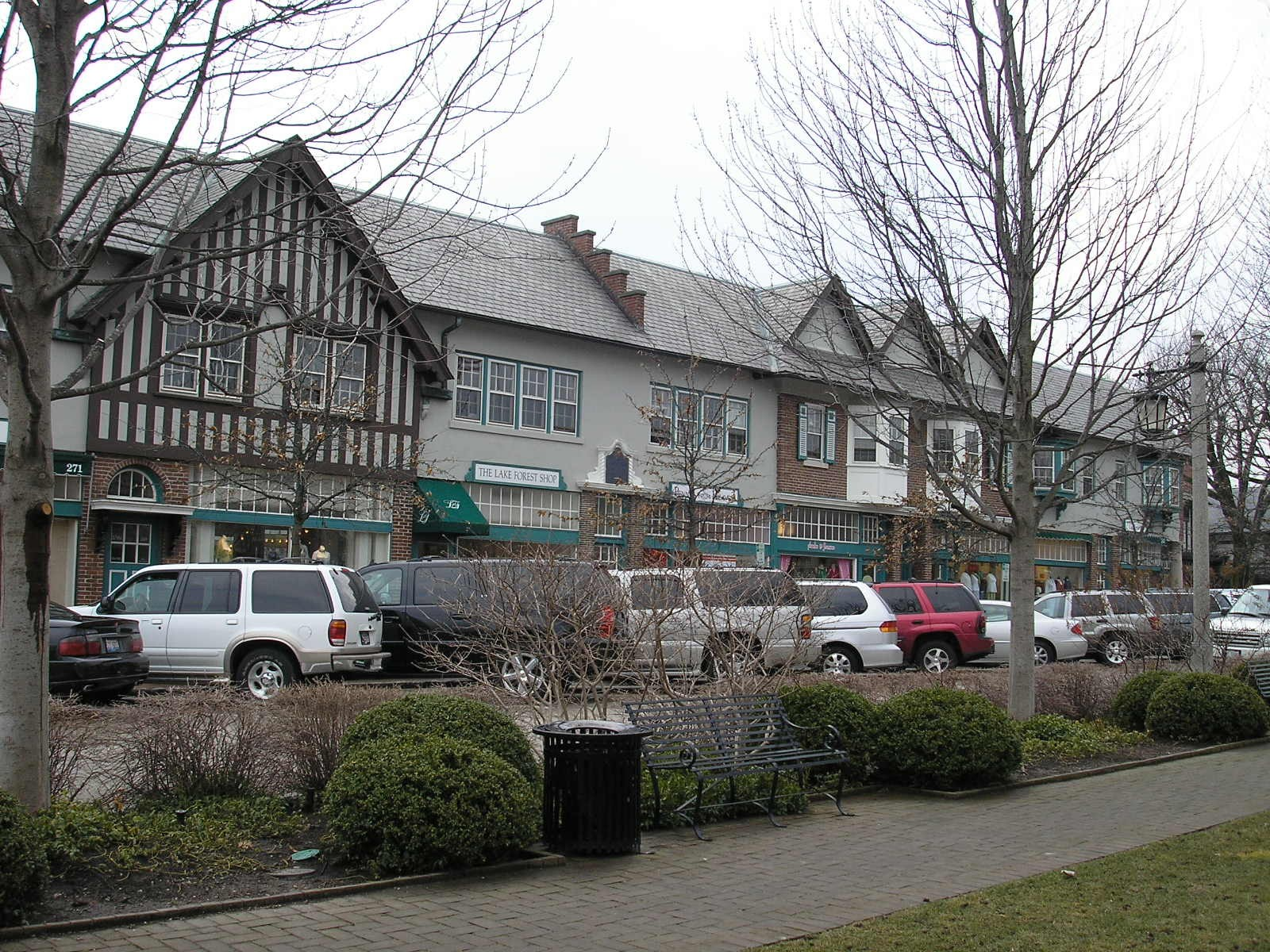
Market Square di Shaw è stato il primo centro commerciale della nazione progettato per i veicoli.

Sebbene Lake Forest fosse diventata una calamita per i ricchi, il distretto commerciale locale era pocvo curato. La città cercò di alleviare questo problema nel 1912 creando un "centro commerciale" in cui diverse attività commerciali potessero operare su un unico appezzamento di terreno.
A Shaw fu chiesto di progettare questo centro e nel 1915 progettò un centro commerciale a forma di U che circondava i parcheggi e un cortile centrale. Shaw collaborò con Edward H. Bennett al progetto, un architetto locale che diventò famoso dopo essere stato coautore del Burnham Plan di Chicago. Il progetto di Shaw fu ispirato da un viaggio che ha fatto attraverso l'Europa nel 1913. Market Square Lake Forest (Illinois) diventò il primo centro commerciale pianificato negli Stati Uniti.
L'urbanistica divenne un argomento importante per gli architetti dopo il completamento del Pullman District nel 1880. Shaw fece un'incursione nell'urbanistica con la costruzione di Marktown, Indiana per l'industriale Clayton Mark, fondatore della Mark Manufacturing Company. Mark aveva recentemente costruito un'acciaieria sulla costa dell'Indiana e voleva che una città aziendale la sostenesse. Shaw progettò il villaggio e la costruzione iniziò nel 1916. Ne fu costruita però solo una piccola parte, conservata oggi come Marktown Historic District.
Nel 1921 Shaw fu nuovamente incaricato da R.R. Donnelley di costruire una tipografia, questa volta a Crawfordsville, nell'Indiana. Donnelley avrebbe poi commissionato un secondo Lakeside Press Building. In questo periodo Shaw iniziò anche a sviluppare condomini per la Gold Coast. Shaw era amministratore presso l'Art Institute of Chicago e gli fu chiesto di costruire diverse aggiunte, incluso il cortile centrale. Progettò due case di confraternite per l'University of Illinois at Urbana-Champaign e una per l'Università di Chicago.
Nel 1906 divenne membro dell'American Institute of Architects e fu nominato Fellow l'anno successivo. Fu insignito della Medaglia d'oro AIA poco prima della sua morte nel 1926.
È sepolto nel Cimitero di Graceland. Gli studenti di Howard Shaw, David Adler, R. Harold Zook, Harry W.J. Edbrooke e Edward H. Bennett, divennero famosi architetti a pieno titolo.
La figlia di Shaw, Sylvia Shaw Judson, divenne una notevole scultrice.

## Influenza e stile
Il soggiorno europeo di Shaw nei primi anni 1890 pesò molto sui suoi progetti futuri. Nel Regno Unito Shaw ammirava il lavoro di Charles Rennie Mackintosh e Edwin Lutyens, che combinavano l'Architettura neorinascimentale con idee di design moderno. Questi architetti evitano i materiali prodotti in serie tipici della Rivoluzione industriale a favore del movimento artistico decorativo.
Shaw è stato anche influenzato in questo periodo dagli scritti di Reginald Blomfield, che si esprimeva a favore dell'utilizzo di materiali preindustriali per progettare giardini formali e William Robinson, che aprì la strada all'idea di un giardino naturale. Queste idee emergenti sarebbero diventate note come Movimento Arts and Crafts.
Dopo il suo ritorno negli Stati Uniti, Shaw si concentrò sulla progettazione di case unifamiliari. Queste abitazioni erano considerate lo standard di vita di base per il movimento degli artigiani. Ragdale fu progettato in stretta armonia con il movimento in combinazione con il design Architettura Beaux-Arts Casa di campagna inglese.

## Galleria d'immagini

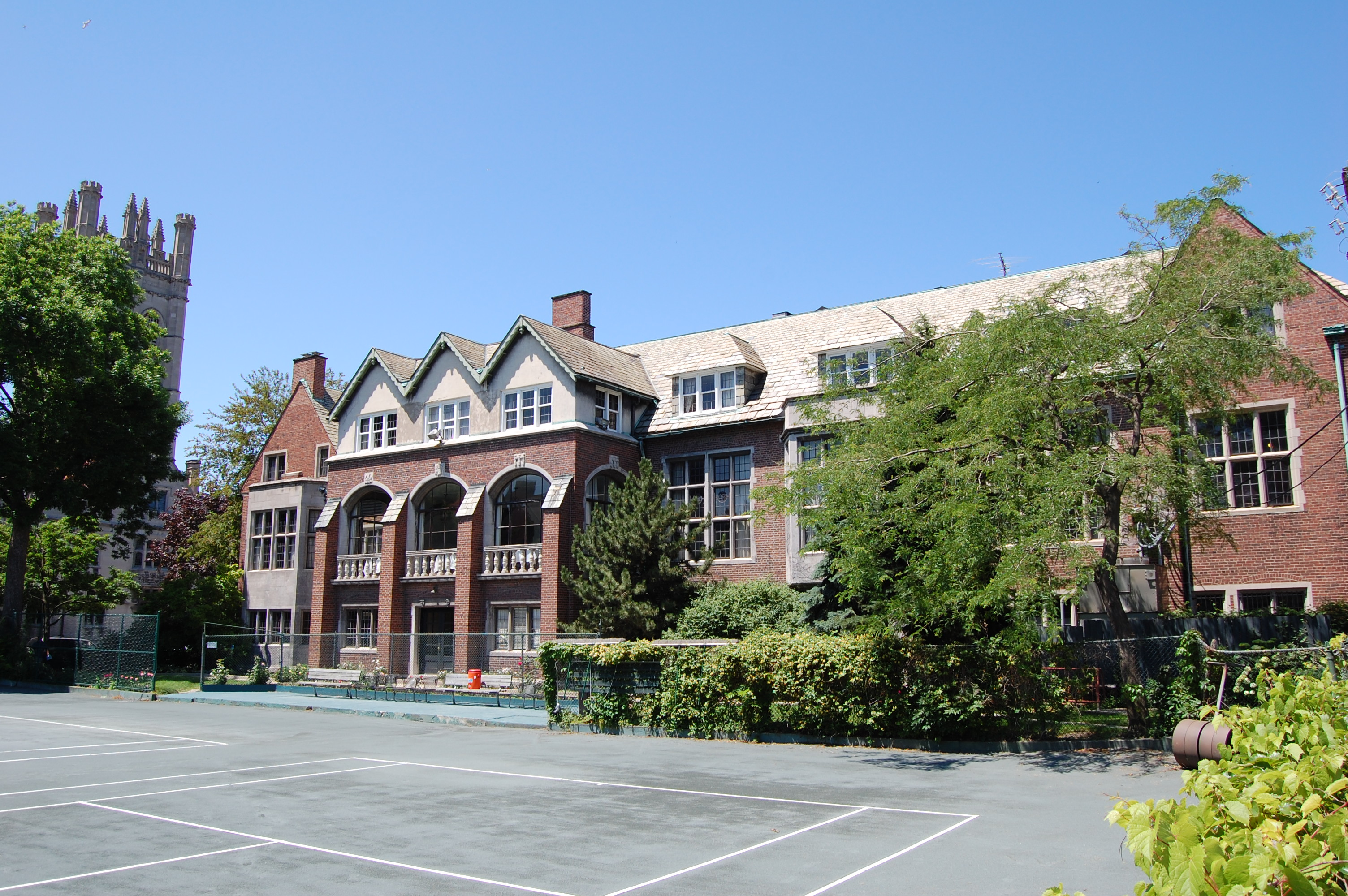
Il Club Quadrangolo dell'Università di Chicago; Chicago, Illinois, 1920
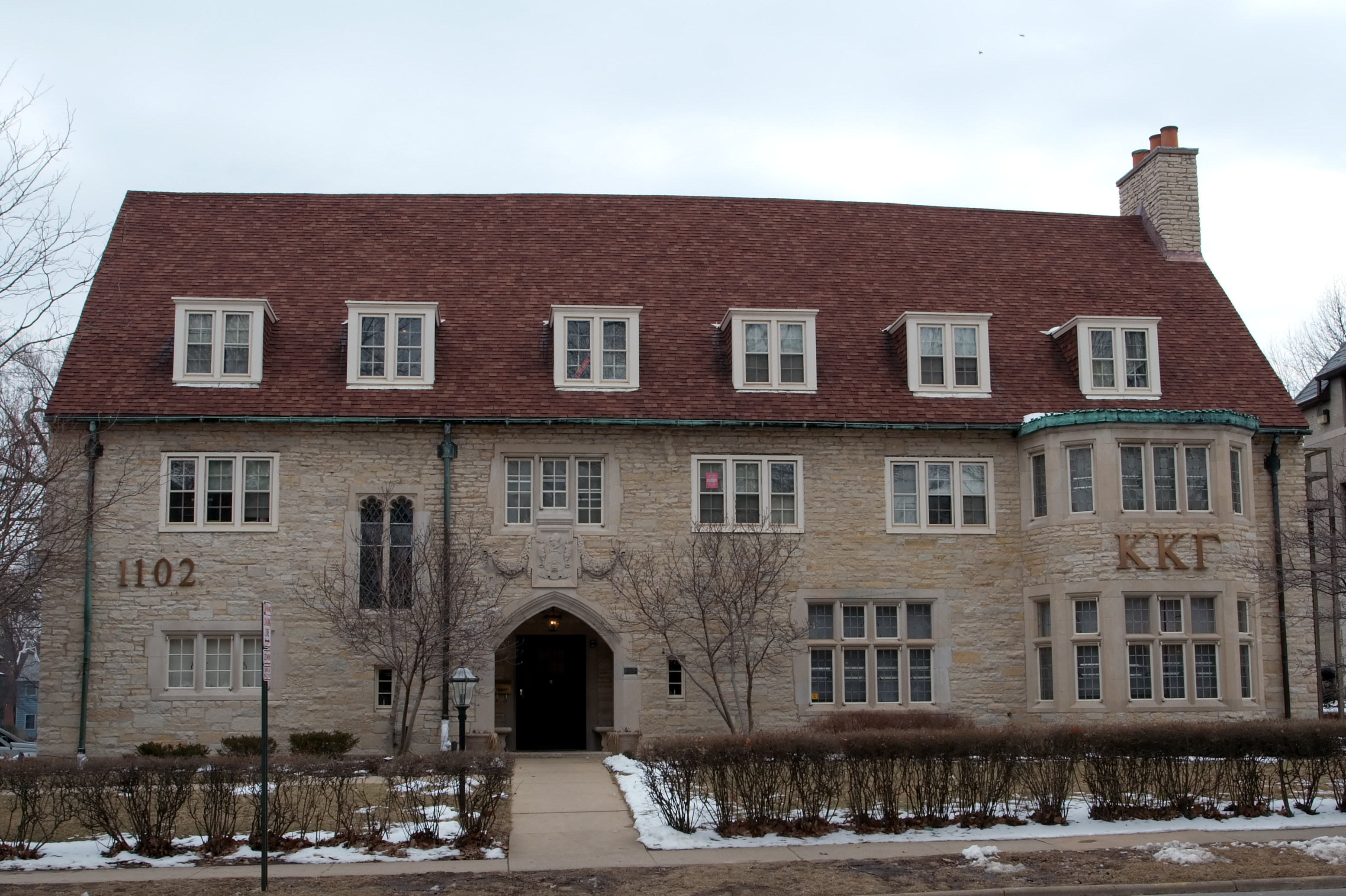
Sede della Confraternita Kappa Kappa Gamma; Urbana, Illinois 1921
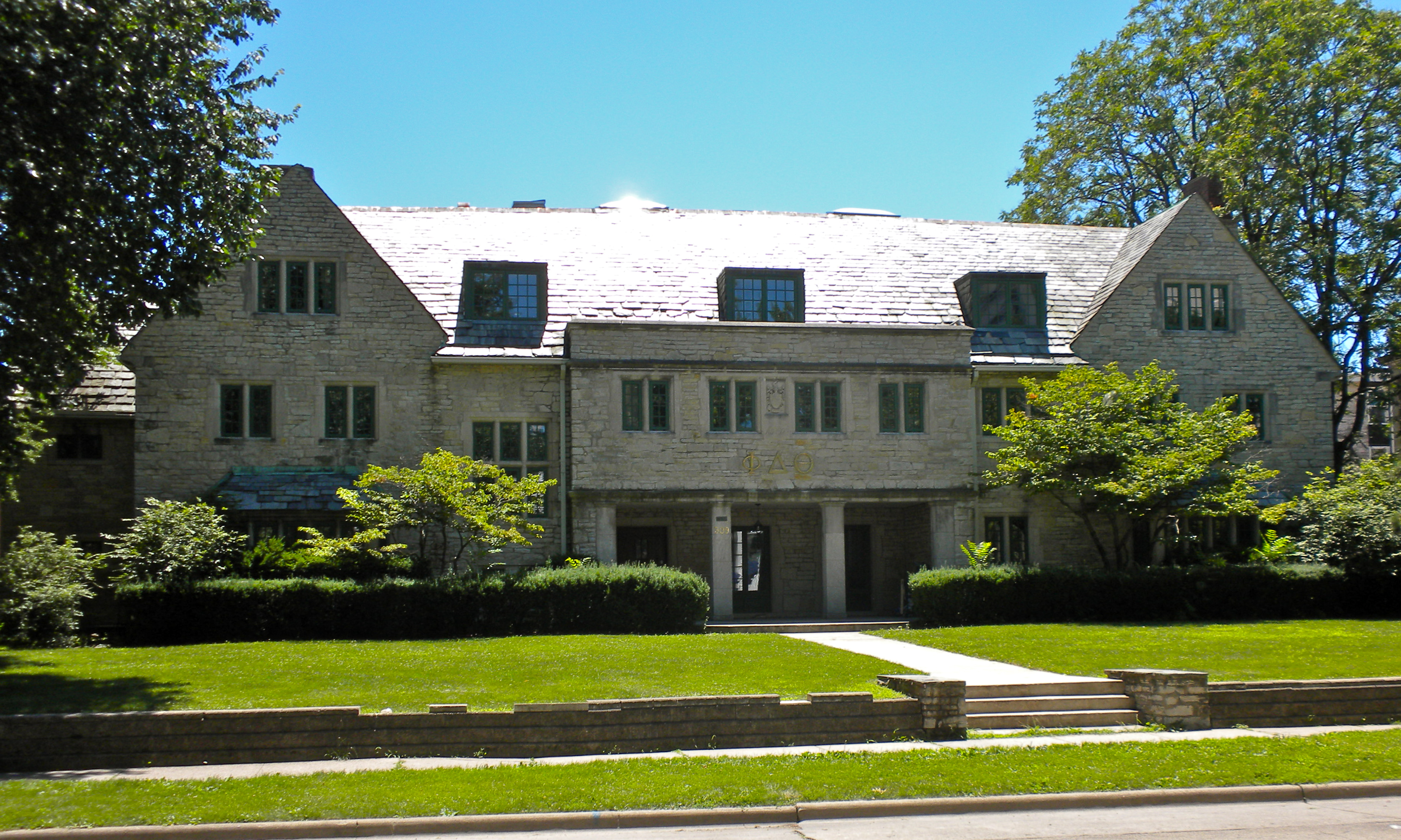
Sede della Confraternita Phi Delta Theta; Champaign, Illinois 1922
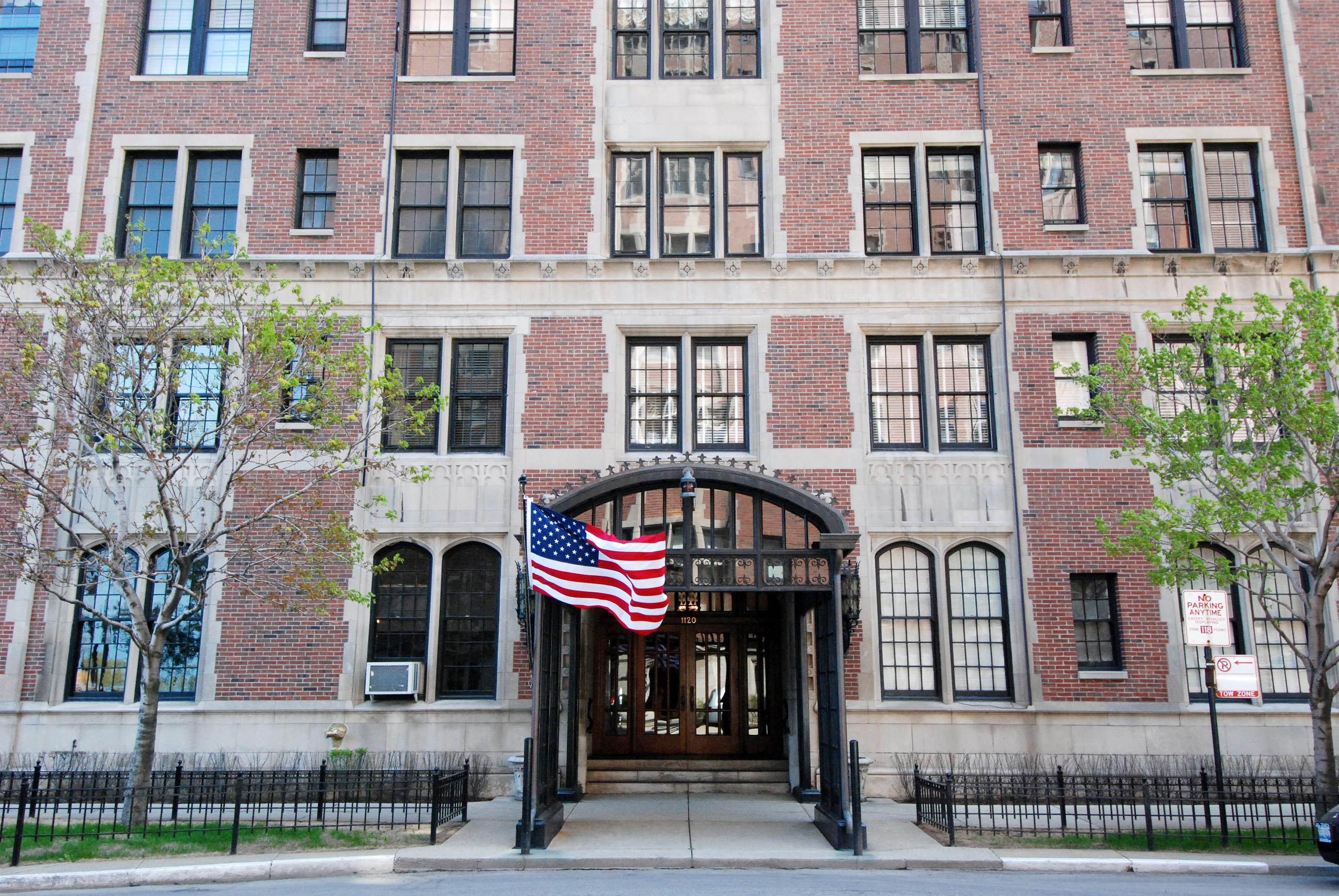
1120 Lake Shore Drive; Chicago, Illinois
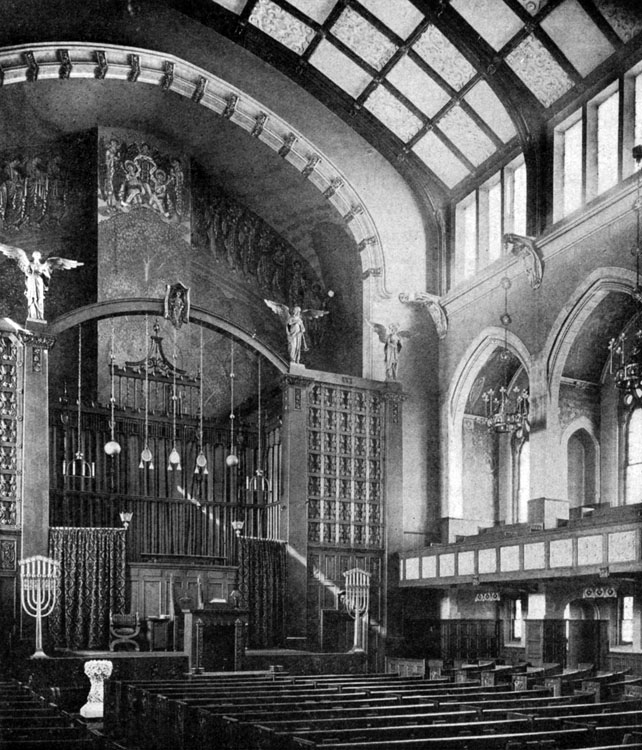
Santuario della Seconda Chiesa Presbiteriana, Chicago, 1902 c.ca
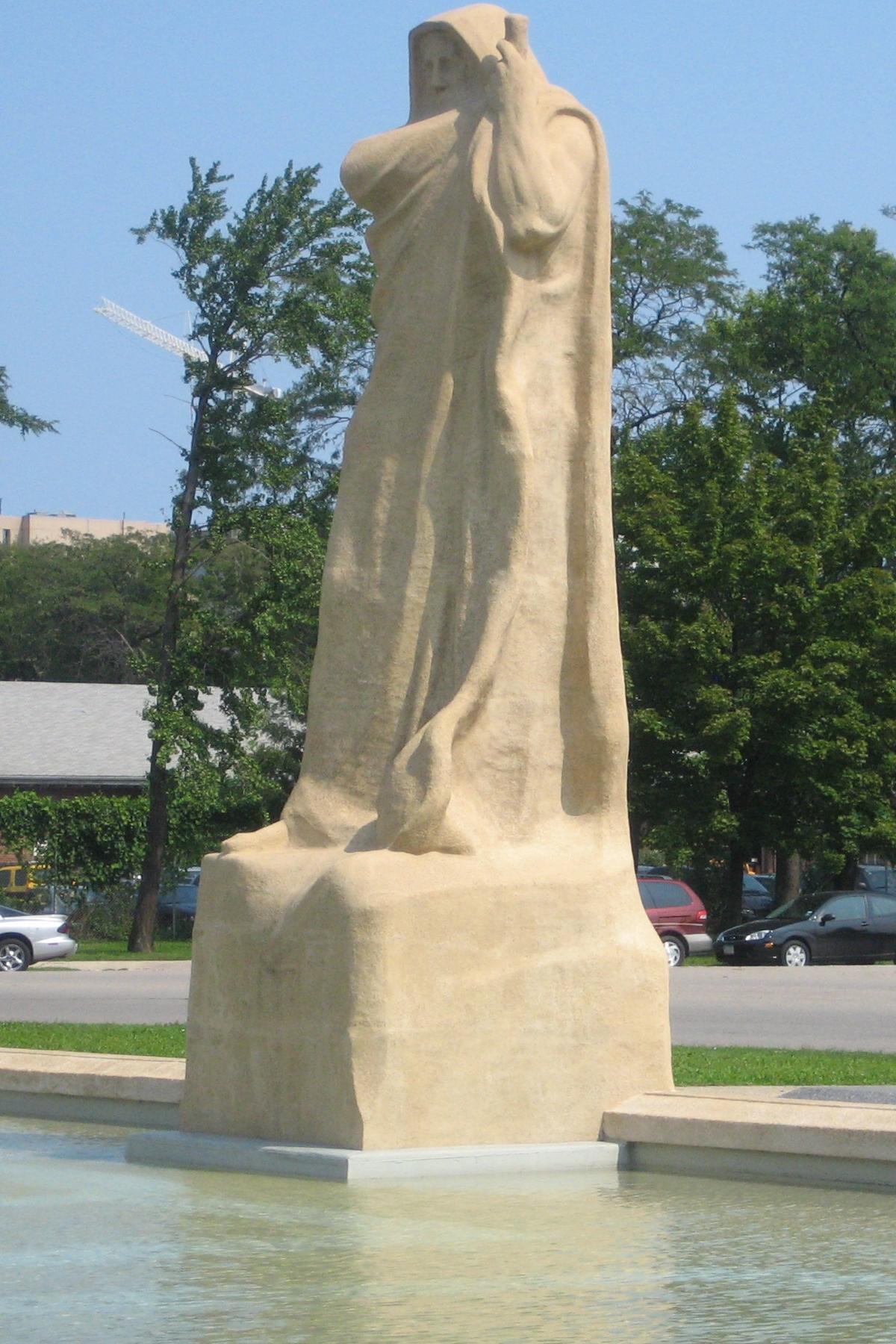
Father Time alla Fontana del Tempo
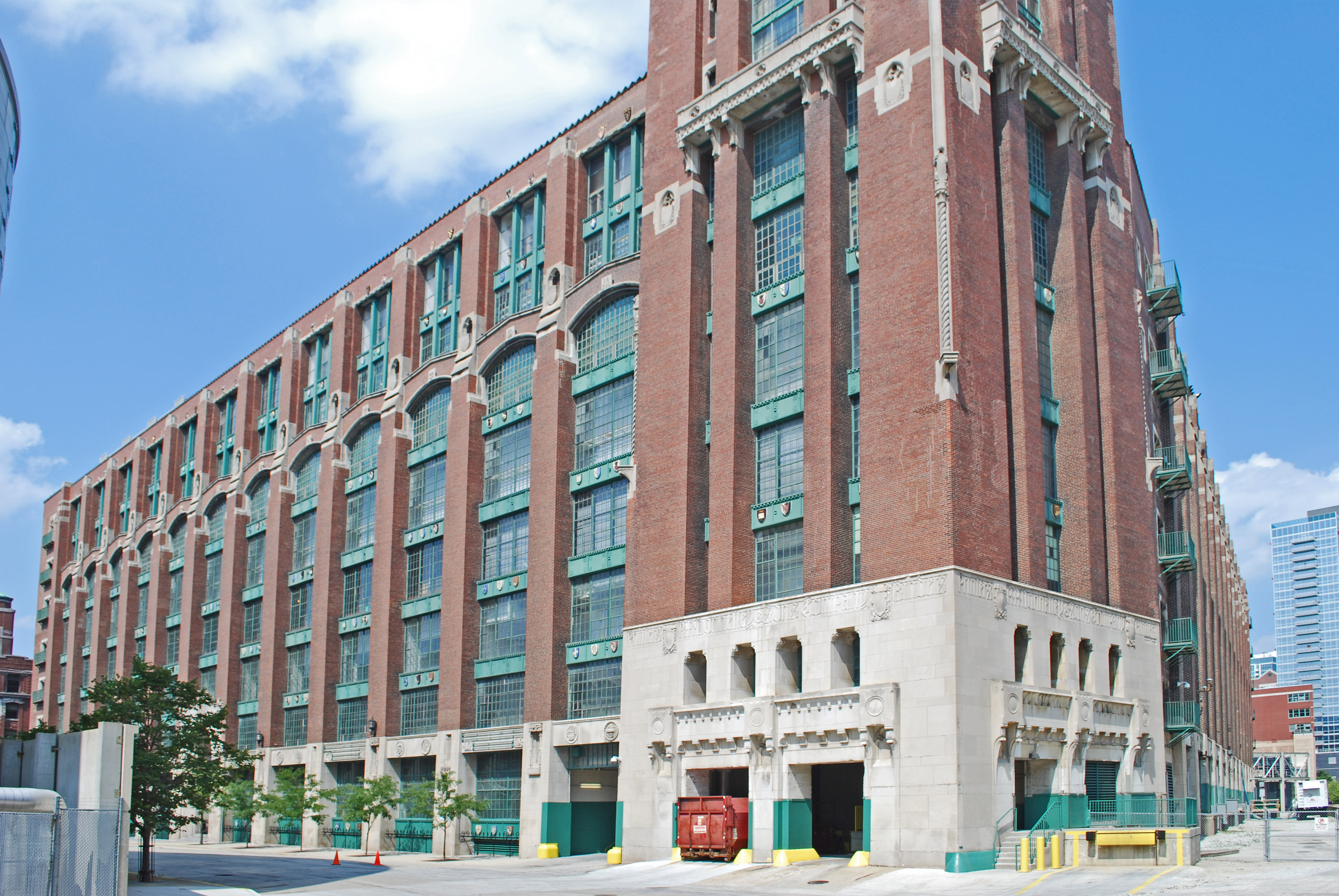
Calumet Plant R R Donnelley and Sons Company, dettaglio dei moli, Chicago
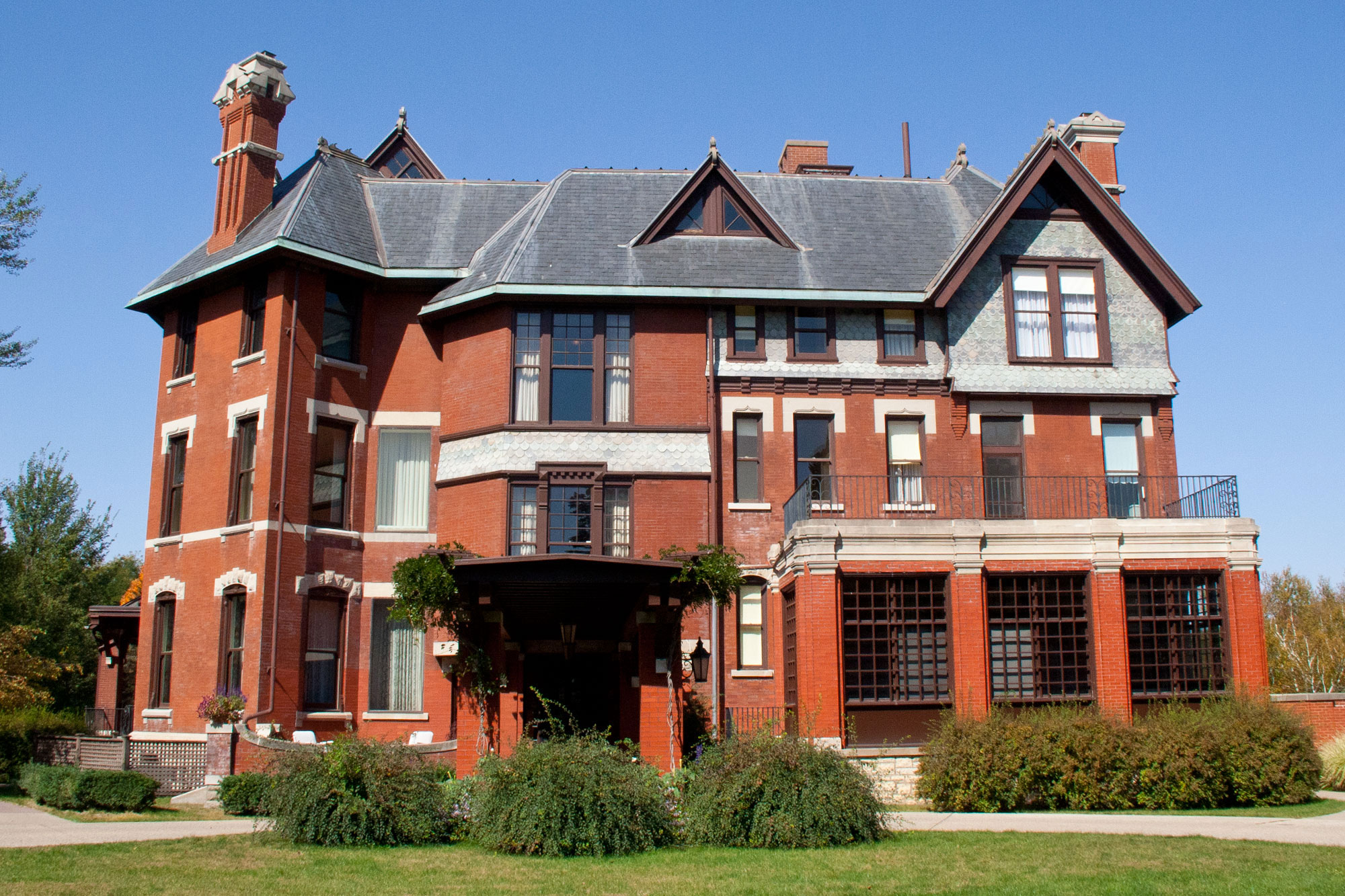
Brucemore, edificio - Iowa - Stati Uniti d'America
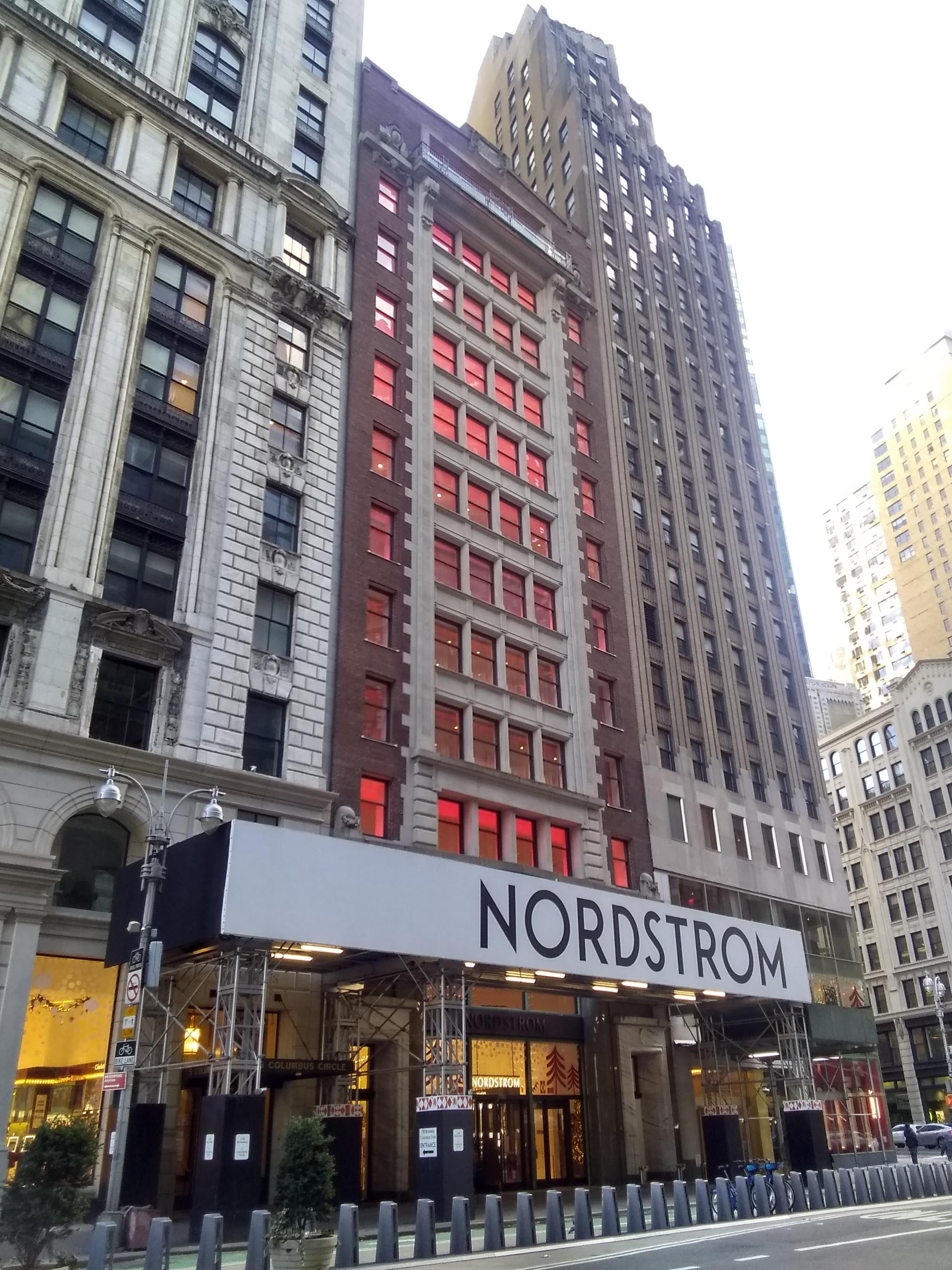
5 Columbus Circle, 1780 Broadway
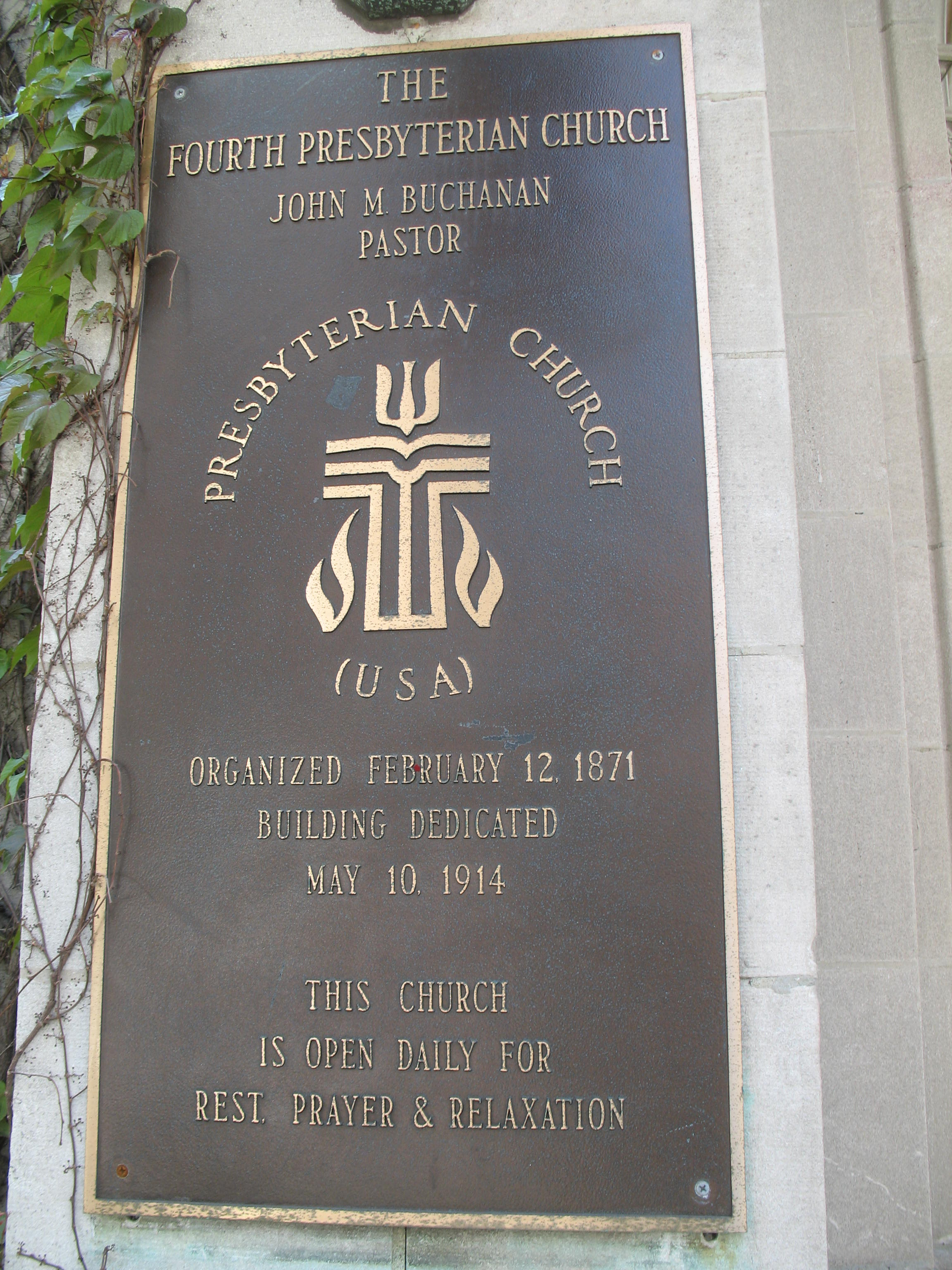
Targa della quarta chiesa presbiteriana
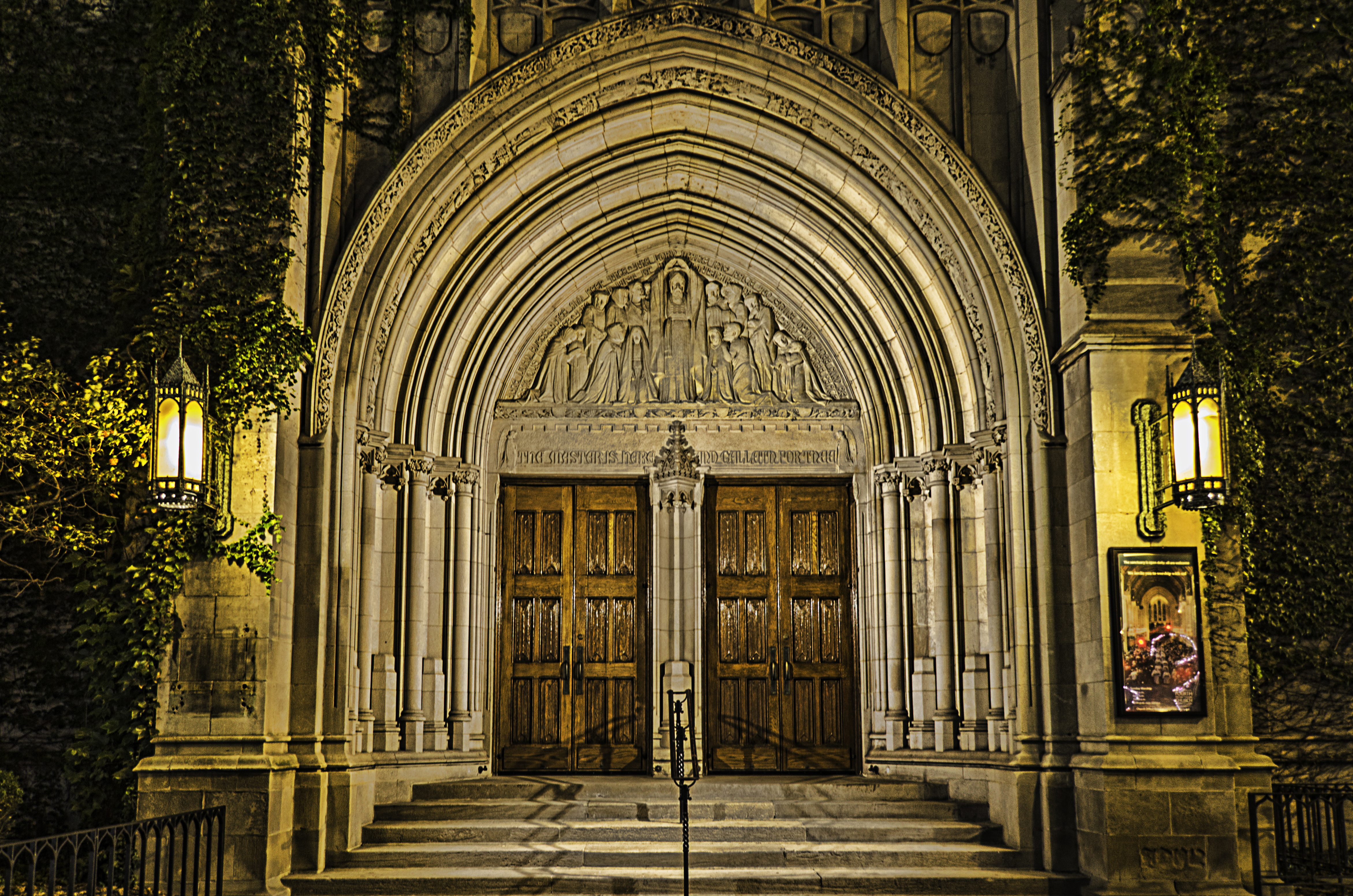
Quarta chiesa presbiteriana di Chicago
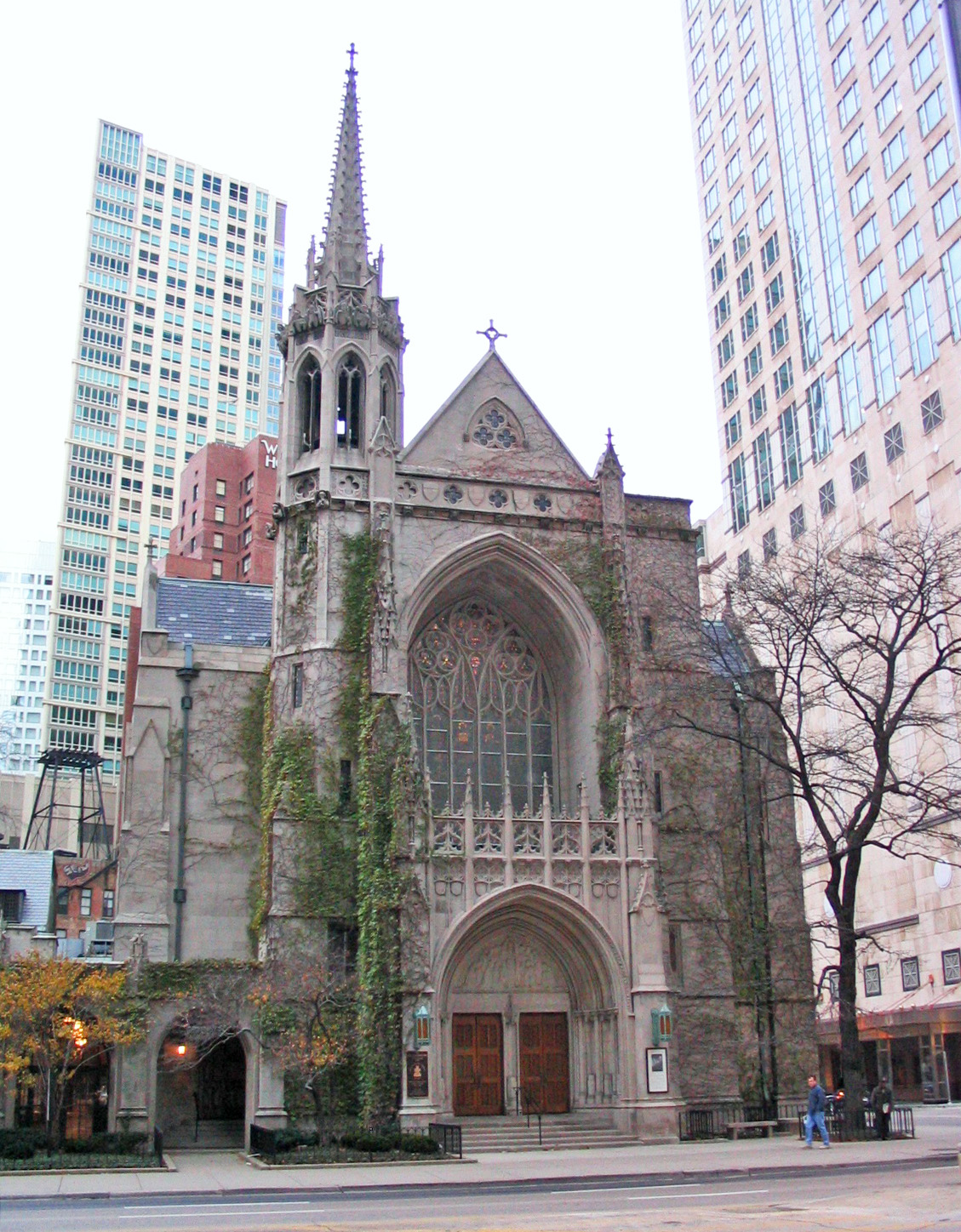
Quarta chiesa presbiteriana di Chicago, con il 900 North Michigan sullo sfondo a destra
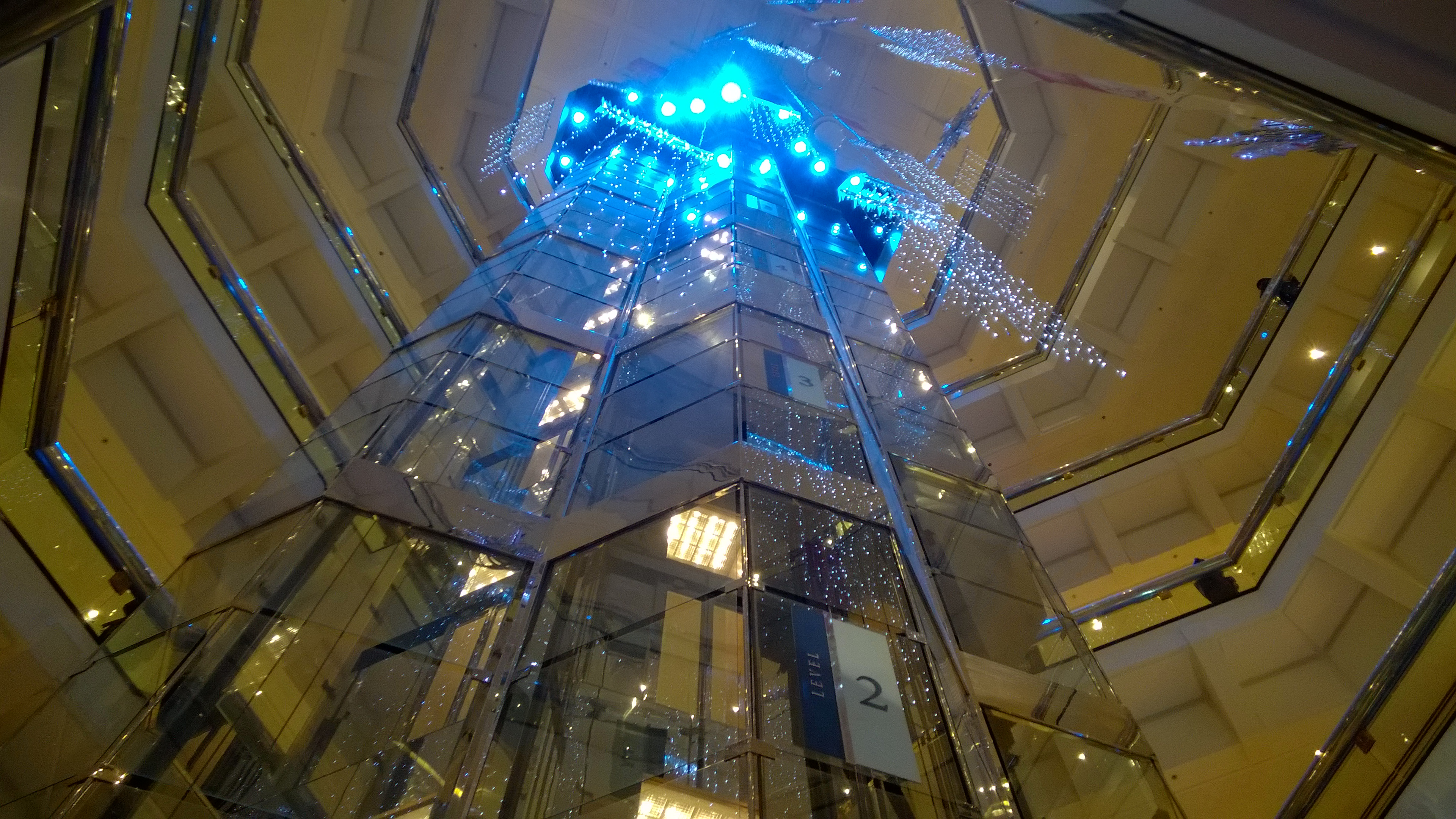
Anexo dalla Quarta Chiesa Presbiteriana, a Chicago
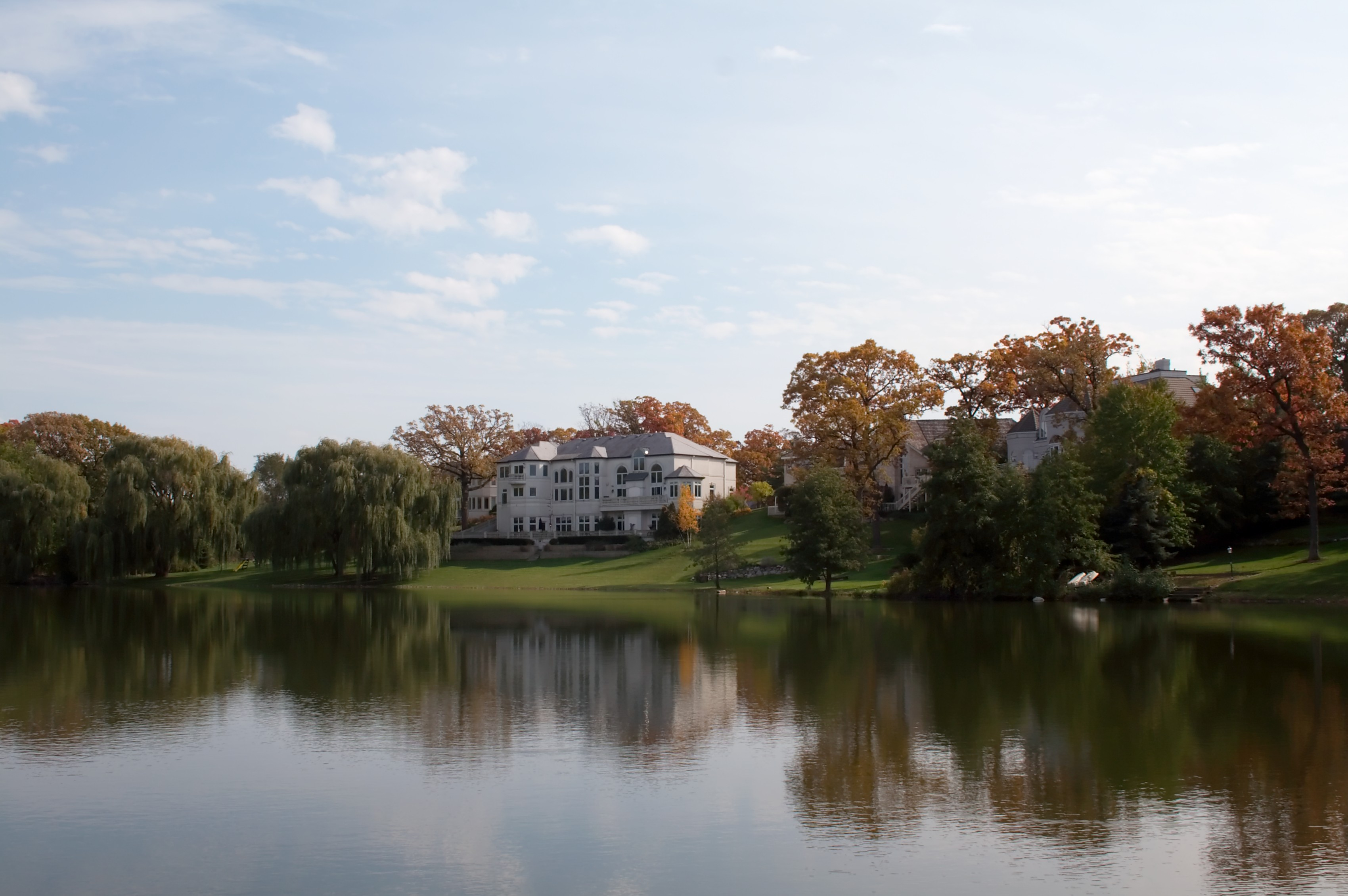
Scattata alla Peabody Mansion Estate di Oak Brook, Illinois
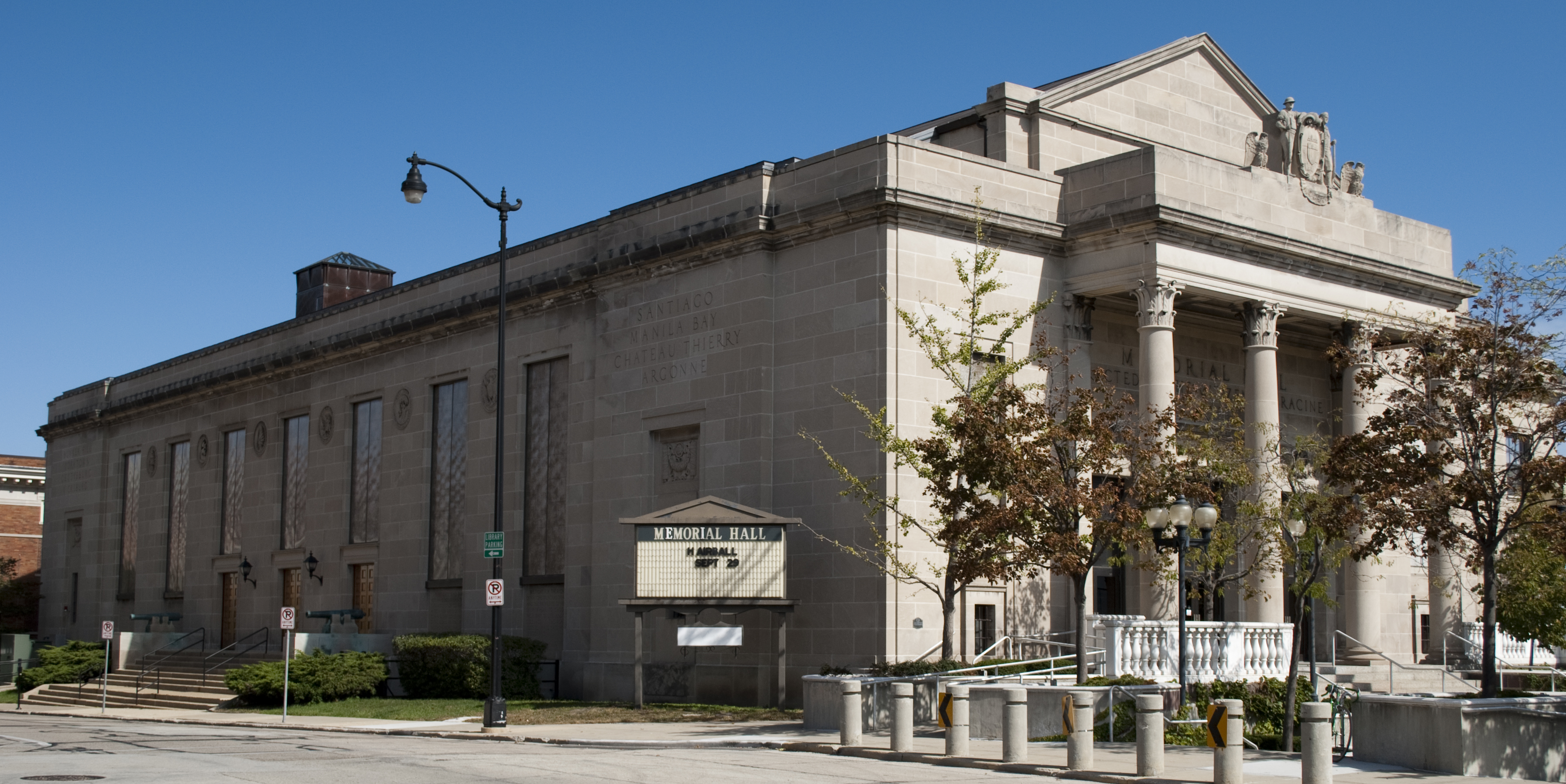
Memorial Hall, Racine, Wisconsin, Stati Uniti d'America